# Friedrich Krebs
Friedrich Krebs, né vers 1440 à Schalkhausen (de) et mort en 1493 à Strasbourg, est un facteur d'orgue allemand de la fin du XVe siècle. 

## Biographie
Né à Schalkhausen, petit village près d'Ansbach, il travaille en Franconie à partir de 1471. Il est un des facteurs d'orgues allemand de l'époque qui contribuent à la transition des orgues monoblocs du haut Moyen Âge aux orgues avec plusieurs divisions et registrations indépendantes. Il élargit de 1475 à 1480 également la gamme des claviers des pédaliers de si à f" de F à a" (manuels) et de la à de fa à c' (pédales). 
Parmi les églises pour lesquelles il construisit des orgues on compte :
- Saint-Sébald, Nuremberg (petit orgue en 1471, restauration du grand orgue (1477) originellement construit par Heinrich Traxdorf en 1481) ;
- Saint-Martin, Amberg (1476 et 1482) ;
- Début de la reconstruction de l'orgue de la chapelle du Saint-Sépulcre (1478)
- Moritzkirche, Cobourg (1487) ;
- cathédrale Notre-Dame de Strasbourg (petit orgue en 1478, grand orgue en 1491) ;
- église Saint-Georges de Haguenau, (1493, orgue sur le modèle de celui de Strasbourg, terminé par Michael Dürr, le neveu de Krebs).